# Cenotaful din Wellington

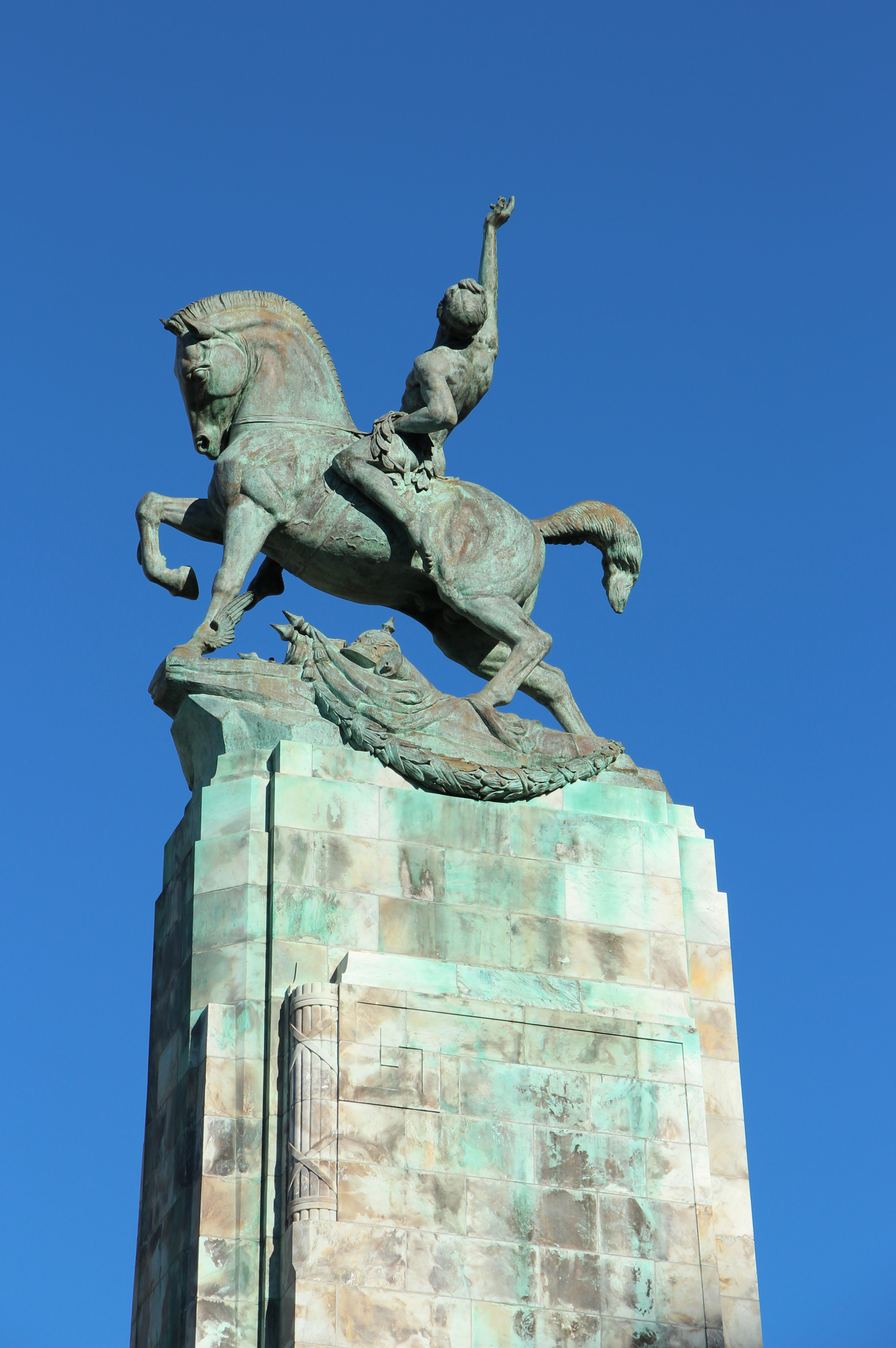
Cenotaful din Wellington

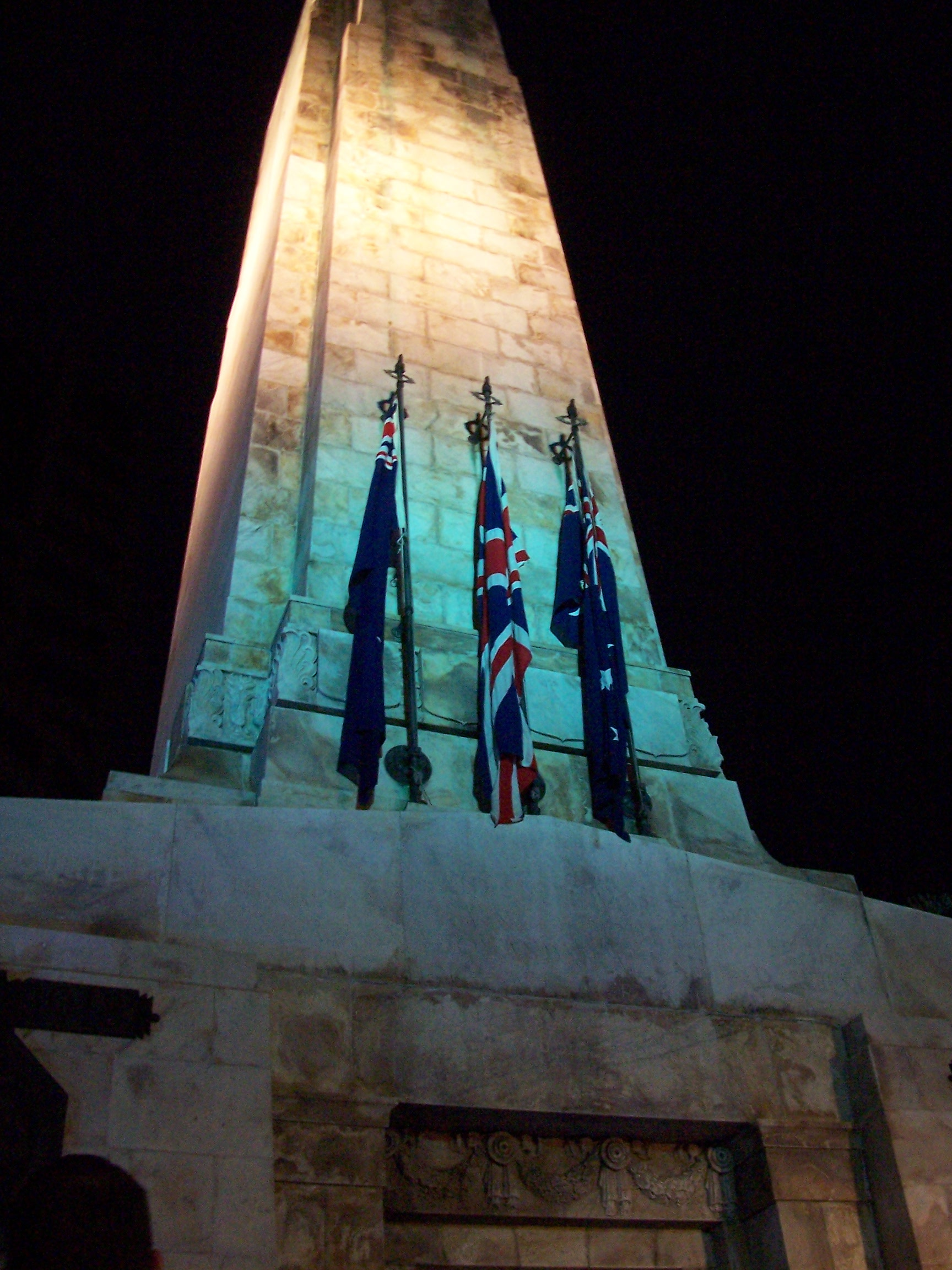
Cenotaful înainte răsăritul zilei Anzac din 2007.

Cenotaful din Wellington, cunoscut și sub numele de Monumentul de Război al Cetățenilor din Wellington, este un monument de război din Wellington, Noua Zeelandă, care îi comemorează pe neozeelandezii decedați în timpul primului și a celui de-al doilea război mondial. A fost inaugurată în Ziua Anzac (25 aprilie) 1931 și este situată la intersecția dintre Lambton Quay și Bowen Street, lângă clădirea Parlamentului din Noua Zeelandă. Prezintă două aripi decorate cu sculpturi în relief și este acoperit cu un personaj de bronz călare. Mai târziu au fost adăugați doi lei de bronz și o serie de frize de bronz în comemorarea celui de-al doilea război mondial. La 18 martie 1982, a fost înregistrat ca loc istoric de categoria I cu număr de înregistrare 215. Este un obiectiv al comemorărilor Zilei Anzac din oraș.
La 2 septembrie 2013 au fost prezentate noi planuri pentru cenotaf, incluzând o scară nouă și fântână de apă până la clădirea Parlamentului. Lucrările au inclus, de asemenea, reparații la materialele de suprafață a cenotafului și crearea unui piețe pentru un spațiu unde se pot organiza ceremonii.

În 2015, ceremonia de depunere a coroanelor din Wellington, de ziua Anzac a avut loc la cenotaful modernizat.